# Jamel McLean
Jamel Claims McLean (New York, 18 aprile 1988) è un cestista statunitense.

## Carriera
Dopo aver disputato una stagione alla University of Tulsa e tre alla Xavier University, ha esordito da professionista con il Leuven. Nella Ligue Ethias ha disputato 36 incontri, con la media di 9.3 punti a partita.
Nell'agosto 2012 viene acquistato dallo Scafati Basket, ma è tagliato prima dell'inizio del campionato; ad ottobre 2012 firma con il BC Ostenda.
Nella stagione 2015-16 viene ingaggiato con un contratto biennale dalla società milanese dell'Olimpia Milano.
Il 17 luglio 2018, McLean firma per il Lokomotiv Kuban. Il 28 agosto del 2019 fa ritorno dopo due anni, nella Serie A italiana, firmando per la Dinamo Sassari. ma a causa di problemi d'ambientamento rescinde consensualmente il 13 gennaio 2020 dopo 16 partite a 17.8 minuti e 6.7 punti di media con i sardi nel girone d'andata della regular season.

## Statistiche

### College
| Anno      | Squadra            | PG  | PT | MP   | TC%  | 3P%  | TL%  | RP  | AP  | PRP | SP  | PP   |
| --------- | ------------------ | --- | -- | ---- | ---- | ---- | ---- | --- | --- | --- | --- | ---- |
| 2006-2007 | Tulsa G. Hurricane | 31  | 7  | 16,9 | 55,8 | 40,0 | 55,7 | 4,8 | 0,5 | 0,5 | 1,1 | 6,0  |
| 2008-2009 | Xavier Musketeers  | 35  | 0  | 14,6 | 57,7 | 0,0  | 46,5 | 4,4 | 0,7 | 0,4 | 0,7 | 4,4  |
| 2009-2010 | Xavier Musketeers  | 35  | 25 | 24,5 | 52,1 | -    | 61,4 | 7,5 | 0,7 | 0,6 | 0,9 | 8,5  |
| 2010-2011 | Xavier Musketeers  | 31  | 31 | 30,2 | 53,9 | 0,0  | 61,2 | 8,4 | 0,8 | 0,6 | 0,8 | 10,6 |
| Carriera  | Carriera           | 132 | 63 | 21,4 | 54,3 | 22,2 | 58,0 | 6,3 | 0,7 | 0,5 | 0,9 | 7,3  |

### Eurolega
| Anno      | Squadra        | PG | PT | MP   | TC%  | 3P%  | TL%  | RP  | AP  | PRP | SP  | PP   |
| --------- | -------------- | -- | -- | ---- | ---- | ---- | ---- | --- | --- | --- | --- | ---- |
| 2014-2015 | Alba Berlino   | 21 | 14 | 25,4 | 55,9 | 0,0  | 77,0 | 5,6 | 1,6 | 1,0 | 0,2 | 13,0 |
| 2015-2016 | Olimpia Milano | 10 | 9  | 22,5 | 53,1 | 0,0  | 83,0 | 4,1 | 0,9 | 1,0 | 0,1 | 10,7 |
| 2016-2017 | Olimpia Milano | 30 | 4  | 20,7 | 56,0 | 16,7 | 71,6 | 4,2 | 1,4 | 0,7 | 0,2 | 8,7  |
| 2017-2018 | Olympiakos     | 32 | 3  | 18,0 | 55,0 | 25,0 | 65,7 | 4,7 | 1,0 | 0,4 | 0,2 | 8,7  |
| Carriera  | Carriera       | 93 | 30 | 21,0 | 55,4 | 12,5 | 72,5 | 4,7 | 1,2 | 0,7 | 0,2 | 9,9  |

## Palmarès

### Squadra
- Campionato italiano: 1

Olimpia Milano: 2015-16
- Coppa Italia: 2

Olimpia Milano: 2016, 2017
- Supercoppa tedesca: 1

Alba Berlino: 2014
- Supercoppa italiana: 2

Olimpia Milano: 2016
Dinamo Sassari: 2019

### Individuale
- Basketball-Bundesliga MVP: 1

ALBA Berlino: 2014-15